# ریکاردو ماسپرو
ریکاردو ماسپرو (انگلیسی: Riccardo Maspero؛ زادهٔ ۱۹ فوریهٔ ۱۹۷۰) بازیکن فوتبال اهل ایتالیا است.
از باشگاه‌هایی که در آن بازی کرده‌است می‌توان به باشگاه فوتبال پروجا، باشگاه فوتبال فیورنتینا، باشگاه فوتبال تورینو، باشگاه فوتبال لچه، باشگاه فوتبال کرمونزه، باشگاه فوتبال سمپدوریا، باشگاه فوتبال رجانا، باشگاه فوتبال ویچنزا، و باشگاه فوتبال وارزه اشاره کرد.
وی همچنین در تیم ملی فوتبال زیر ۲۱ سال ایتالیا بازی کرده‌است.